# The Mirror (film 1911)
The Mirror è un cortometraggio muto del 1911 diretto da Thomas H. Ince. Il film (in un rullo) era interpretato da Mary Pickford, da suo marito, l'attore Owen Moore, e da King Baggot.

## Produzione
Il film fu prodotto dalla Independent Moving Pictures Co. of America (IMP)

## Distribuzione
Venne distribuito dalla Motion Picture Distributors and Sales Company e uscì nelle sale il 9 febbraio 1911. Nelle proiezioni, veniva programmato con il sistema dello split reel, accorpato in un'unica bobina con While the Cat’s Away, un altro cortometraggio prodotto dalla IMP e diretto da Ince.
Una copia della pellicola viene conservata negli archivi dell'International Museum of Photography and Film at George Eastman House.